# كيني وليامز (لاعب كرة قاعدة)
كيني وليامز (بالإنجليزية: Kenny Williams)‏ هو لاعب كرة قاعدة أمريكي، ولد في 6 أبريل 1964 في بيركيلي في الولايات المتحدة.

## وصلات خارجية
- كيني وليامز على موقعبيزبول رفرنس.كوم (الدوري الرئيسي) (الإنجليزية)
- كيني وليامز على موقعبيزبول رفرنس.كوم (الدوري الثانوي) (الإنجليزية)